# Часовня Трёх Святителей (Львов)

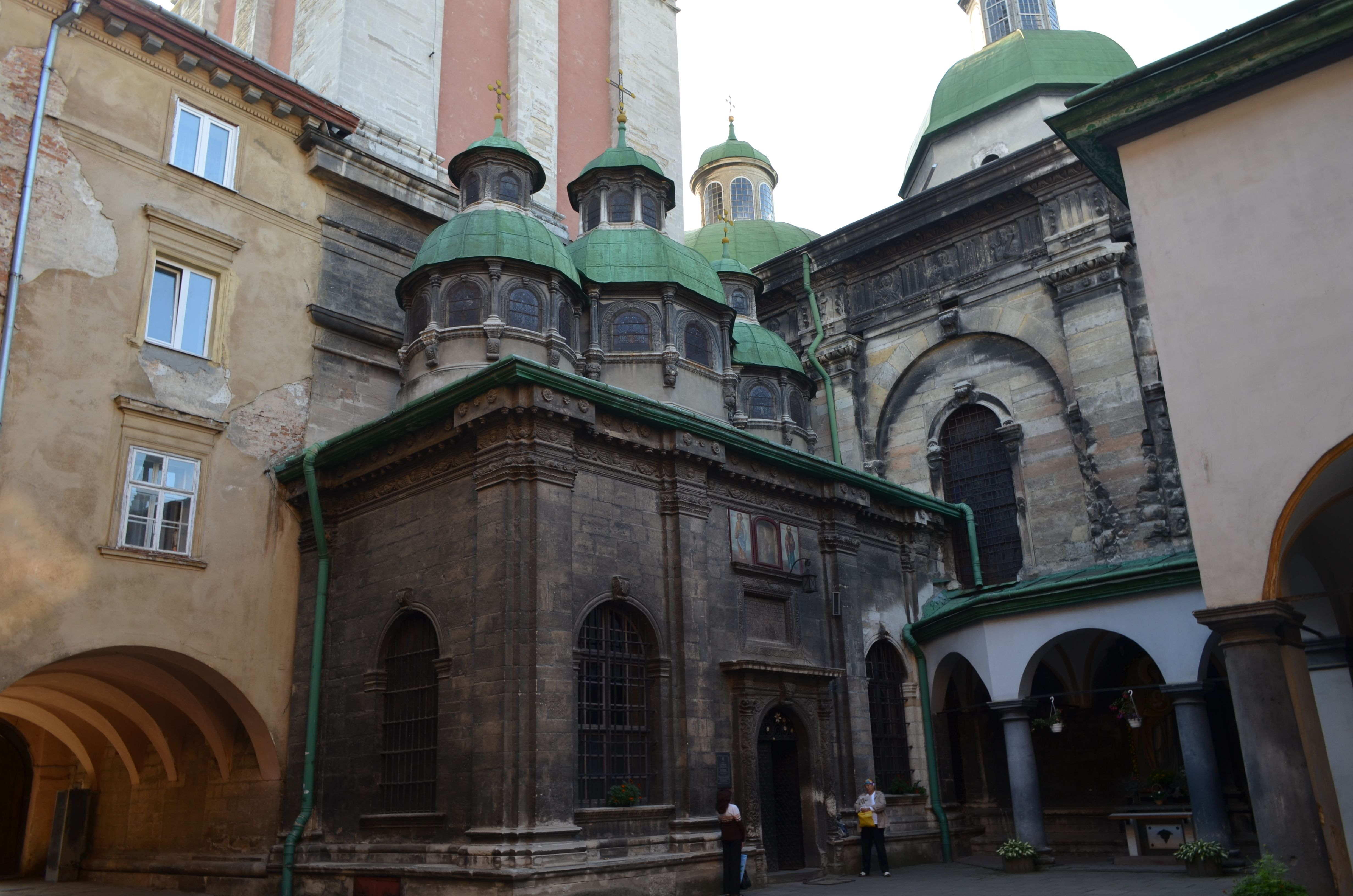
Часовня трёх святителей

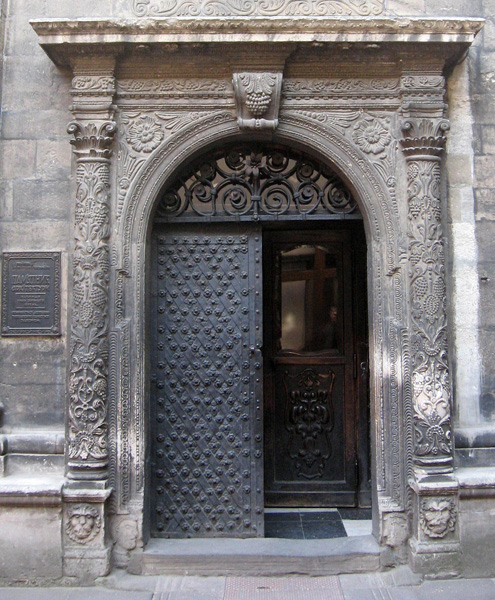
Портал часовни трёх святителей

Часо́вня трёх святи́телей — часть ансамбля Успенской церкви во Львове (Украина), памятник архитектуры.
В архитектуре часовни переплелись традиции народной и ренессансной архитектуры. Была построена архитектором Петром Красовским в 1578—1591 годах. Часовня примыкает одной стороной к северной стене Успенской церкви, длинной стороной — к башне Корнякта. После пожара в 1671 году была вновь отстроена. В 1846—1847 годах часовню реставрировали, тогда же она была соединена с церковью проходом. В настоящее время вход в Успенскую церковь с улицы закрыт, можно войти только через часовню трёх святителей.
Здание часовни — небольшое, прямоугольное в плане, бесстолпное, завершается тремя куполами на тесно поставленных многогранных барабанах, которые увенчиваются ренессансными фонариками. Пилястры делят фасад на три части, в центре находится каменный резной портал, один из лучших образцов архитектурной пластики XVI—XVII веков. В интерьере гладкие белые стены контрастируют с лепниной XVII века на имитирующем мозаику живописном фоне, которая покрывает внутреннюю поверхность куполов.